# Venus and Mars
Venus and Mars je četrti studijski album rock skupine Wings, ki je izšel 27. maja 1975 pri založbi Capitol. Album se je snemal od 5. do 13. novembra 1974 in od 20. januarja do 20. februarja 1975 v studiih Abbey Road v Londonu in Wally Heider Studios v New Orleansu. Album je nadaljeval uspeh, ki ga je skupina dosegla z izdajo albuma Band on the Run. Venus and Mars je tudi prvi McCartneyjev album po Beatlesih, ki je izšel pri založbi Capitol Records.

## Ozadje
Po snemanju albuma Band on the Run, ki so ga posneli zgolj Paul, Linda McCartney in Denny Laine, sta v skupino prišla solo kitarist Jimmy McCulloch in bobnar Geoff Britton. Skupina je kmalu potem odšla na snemanje albuma v New Orleans, Louisiana, kjer so januarja in februarja 1975 posneli skladbe za album Venus and Mars. Pred odhodom v ZDA je skupina v studiu Abbey Road, v Londonu posnela skladbe »Letting Go«, »Love In Song« in »Medicine Jar«.
Kmalu po začetku snemanja je prišlo do nesoglasij med McCullochom in Brittonom, ki je po komaj šestih mesecih in treh posnetih skladbah zapustil Wingse. Kot zamenjava je v skupino prišel ameriški bobnar Joe English.

## Seznam skladb
Vse skladbe sta napisala Paul in Linda McCartney, razen, kjer je posebej napisano.
| Stran 1 | Stran 1                    | Stran 1 |
| Št.     | Naslov                     | Dolžina |
| ------- | -------------------------- | ------- |
| 1.      | „Venus and Mars‟           | 1:16    |
| 2.      | „Rock Show‟                | 5:31    |
| 3.      | „Love in Song‟             | 3:04    |
| 4.      | „You Gave Me the Answer‟   | 2:15    |
| 5.      | „Magneto and Titanium Man‟ | 3:16    |
| 6.      | „Letting Go‟               | 4:33    |

| Stran 2 | Stran 2                                       | Stran 2 |
| Št.     | Naslov                                        | Dolžina |
| ------- | --------------------------------------------- | ------- |
| 1.      | „Venus and Mars (Reprise)‟                    | 2:05    |
| 2.      | „Spirits of Ancient Egypt‟                    | 3:04    |
| 3.      | „Medicine Jar‟ (Jimmy McCulloch, Colin Allen) | 3:37    |
| 4.      | „Call Me Back Again‟                          | 4:58    |
| 5.      | „Listen to What the Man Said‟                 | 4:01    |
| 6.      | „Treat Her Gently - Lonely Old People‟        | 4:21    |
| 7.      | „Crossroads Theme‟ (Tony Hatch)               | 1:00    |

### Dodatne skladbe
Vse pesmi je napisal in uglasbil Paul & Linda McCartney.
| Bonus skladbe s CD-ja iz leta 1987 & The Paul McCartney Collection iz leta 1993 | Bonus skladbe s CD-ja iz leta 1987 & The Paul McCartney Collection iz leta 1993 | Bonus skladbe s CD-ja iz leta 1987 & The Paul McCartney Collection iz leta 1993 | Bonus skladbe s CD-ja iz leta 1987 & The Paul McCartney Collection iz leta 1993 |
| Št.                                                                             | Naslov                                                                          | Notes                                                                           | Dolžina                                                                         |
| ------------------------------------------------------------------------------- | ------------------------------------------------------------------------------- | ------------------------------------------------------------------------------- | ------------------------------------------------------------------------------- |
| 14.                                                                             | „Zoo Gang‟                                                                      | Tema iz britanske TV serije The Zoo Gang                                        | 2:01                                                                            |
| 15.                                                                             | „Lunch Box / Odd Sox‟                                                           | Izvorno izšla na B-strani singla "Coming Up" leta 1980                          | 3:50                                                                            |
| 16.                                                                             | „My Carnival‟                                                                   | Izvorno izšla na B-strani "Spies Like Us" leta 1985                             | 3:57                                                                            |

| iTunes bonus skladbe | iTunes bonus skladbe          | iTunes bonus skladbe                         | iTunes bonus skladbe |
| Št.                  | Naslov                        | Notes                                        | Dolžina              |
| -------------------- | ----------------------------- | -------------------------------------------- | -------------------- |
| 17.                  | „My Carnival‟ (12" Party Mix) | Izvorno izšla na maxi-singlu "Spies Like Us" | 6:02                 |

## Zasedba

### Wings
- Paul McCartney – vokali, bas kitara, kitare, klavir, klaviature, tolkala
- Linda McCartney – klaviature, tolkala, spremljevalni vokal
- Denny Laine – kitare, klaviature, vokali, tolkala
- Jimmy McCulloch – kitare, vokali, tolkala
- Joe English – bobni, tolkala
- Geoff Britton – bobni

### Dodatni glasbeniki
- Kenneth »Afro« Williams – konge
- Dave Mason – kitara
- Tom Scott – saksofon
- Allen Toussaint – klavir, kitara